# يو إف سي 61
يو إف سي 61: الخصمين (بالإنجليزية: UFC 61: Bitter Rivals)‏ هو حدث لفنون القتال المختلطة نظمته يو إف سي، أُقيم في 8 يوليو 2006، على مركز أحداث ماندالاي باي في لاس فيغاس، نيفادا، الولايات المتحدة.